# Homme et Femme contemplant la Lune
 (juin 2015).
Si vous disposez d'ouvrages ou d'articles de référence ou si vous connaissez des sites web de qualité traitant du thème abordé ici, merci de compléter l'article en donnant les références utiles à sa vérifiabilité et en les liant à la section « Notes et références ».
Homme et Femme contemplant la Lune (en allemand : Mann und Frau in Betrachtung des Mondes) est un tableau réalisé par le peintre romantique Caspar David Friedrich vers 1824. C'est une huile sur toile de 34 × 44 cm actuellement conservée à la Alte Nationalgalerie à Berlin. Friedrich délaisse l'approche classique des paysages en y insufflant un profond symbolisme religieux. Il se dégage de ce tableau contemplatif une forte impression de mélancolie et de solitude tragique.

## Description
Dans un décor de nature se découpent deux personnages en contre-jour. Vus de dos, la femme posant sa main sur l'épaule de l'homme, le couple est positionné à gauche de la composition. Ils sont tournés vers la Lune au couchant, basse sur l'horizon, affichant un fin croissant et sa lumière cendrée proche de son renouvellement. Les deux figures se démarquent d'un paysage froid, distincts du ciel éclairé par la Lune finissante et au couchant du Soleil.
Au premier plan, à la droite des deux personnages, un arbre mort, à moitié déraciné, étend ses branches épineuses et torturées complété d'une souche d'arbre arraché à gauche.

## Analyse
A contrario de Deux Hommes contemplant la Lune aux tonalités brunes dégradées réalisé par le même peintre quelques années plus tôt, ici un fort contraste existe entre le premier plan découpé finement en contre-jour sur un ciel crépusculaire lumineux qui affiche des tonalités entre le jaune et le bleu, entre un monde terrestre proche et un monde céleste et infini, une situation propice à replacer l'Homme dans la Nature en y plaçant plus une tonalité colorée d'espoir (la Lune si son cycle s'achève, va renaître).
L'arbre déraciné est une représentation chère aux romantiques donc courante chez Friedrich. Ici elle contribue à l'ambiance sinistre et mélancolique du tableau, la journée s'achevant et la Lune terminant son cycle.
Le personnage masculin porte une veste qui arrive à mi-cuisse, une toque de velours noir issue du costume traditionnel propagé par Ernst Moritz Arndt pendant les guerres de libération. Bien qu'interdit par le nouveau régime, Friedrich ne l'a pas enlevé de ses tableaux.